# Dématérialisation de factures
 (avril 2023).
L'article doit être relu — et modifié si nécessaire — par des contributeurs indépendants pour apporter un regard critique aux contributions effectuées en violation des conditions d'utilisation de Wikipédia, tant sur la forme (notamment concernant le style encyclopédique, la proportionnalité) que sur le fond (la neutralité de point de vue, la qualité et l'indépendance des sources).
 (avril 2023).
- Si vous ne connaissez pas le sujet, laissez ce bandeau (vous pouvez alors contacter les auteurs).
- Si vous supprimez le contenu mis en cause (vous pouvez préalablement contacter les auteurs),

argumentez précisément cette suppression dans la page de discussion
(un manque de référence n'est pas un argument ; une recherche réelle de référence doit avoir été effectuée, être formellement documentée).
La dématérialisation de factures consiste à faire passer des documents du support physique (le plus souvent papier) au support numérique/électronique. Depuis quelques années, du fait des progrès techniques et des modifications législatives, les factures sont dématérialisables tout en gardant leur valeur fiscale.
Le média de la dématérialisation d'une facture est la facture électronique ou facture dématérialisée.

## Fonctionnement
Le processus de dématérialisation peut être décomposé en deux temps principaux, étant donné qu’une facture doit aussi bien être émise que réceptionnée. Le système traditionnel de facturation comporte par contre beaucoup plus d’étapes intermédiaires qui coûtent de l’argent, sont chronophages, comportent un risque (de fraude, ou d’erreur de saisie), et ne sont pas spécialement valorisantes pour les employés chargés de leur exécution.

### Modèle traditionnel (papier)
Partie « envoi » :
- Impression de la facture en deux exemplaires
- Mise sous pli
- Envoi
- Archivage de l’autre exemplaire

Partie « réception » :
- Ouverture du pli
- Saisie des données
- Traitement
- Archivage

Le coût de ce système peut se calculer avec : le prix du papier, le coût de l’envoi, les employés en émission et réception, l’archivage. Selon une étude BVA ce prix est estimé à 26 € (17 € à la charge de l’acheteur, 9 € à la charge du vendeur).
Le bilan écologique porte sur la fabrication du papier (une des industries les plus polluantes), le transport de la facture (rejet de CO2), le stockage physique (requiert plus ou moins d’espace selon le nombre de factures).
Le bilan temporel se calcule sur le temps de mise sous pli et d’affranchissement, l’envoi, la réception, l’ouverture, la saisie ; ce bilan peut être évalué à une dizaine ou une quinzaine de jours.

### Modèle intermédiaire
Il est possible de recevoir ou d’émettre des factures dématérialisées sans pour autant que son partenaire commercial n’ait adopté la dématérialisation ; ceci limite l’efficacité du processus, mais se montre tout de même bénéfique en termes de temps, de coût et de productivité.

#### En émission: éditique
Au lieu d'imprimer soi-même ses factures, l'entreprise les dématérialise pour les stocker électroniquement, et les confie à un tiers qui se chargera de les imprimer et de les envoyer au destinataire. Ainsi, l'émetteur économise sur le coût du stockage, et sur les frais liés à l'utilisation du papier. En effet, le tiers responsable du format papier canalise les impressions et envoie vers de nombreuses entreprises, et donc fait des économies d'échelle.

#### En réception: Scan-LAD
Quand l'entreprise veut recevoir ses factures au format électronique mais que ses fournisseurs les envoient au format papier, un intermédiaire se charge de les numériser et d'extraire les données nécessaires à l'intégration automatique dans la comptabilité. L'archivage de la facture est toujours fait avec la version papier.
L'entreprise peut également choisir d'installer une solution de Lecture automatique de document (LAD), aussi connu sous le nom de capture de factures
, et gérer elle-même cette opération.

### Modèle de dématérialisation fiscale
Partie « envoi » :
- Contrôles légaux et signature électronique
- Archivage électronique

Partie « réception » :
- Contrôles légaux et signature électronique
- Archivage électronique

Adopter la dématérialisation fiscale permet d’économiser en moyenne 70 % de ses coûts liés à la facturation[réf. nécessaire], de gagner de 10 à 15 jours dans le traitement de ces factures, et cela en faisant un geste pour la préservation de l’environnement[réf. nécessaire]. Le but est la suppression totale du papier, et donc des coûts et effets néfastes qui sont liés à son utilisation[réf. nécessaire].

## La facture électronique en Europe

### Droit commun de l'Union européenne
La facture électronique dans le droit communautaire est encadrée par une réglementation sous la forme d'une directive européenne. Cette directive européenne est transposée dans le droit national de chacun des états membres de l'Union européenne.
Une facture est dite dématérialisée lorsqu'elle répond à certains critères techniques et de sécurité (garanties d'authenticité, de non-répudiation, et d'intégrité). Elle est alors considérée strictement comme facture originale sur le plan comptable et fiscal.

### La facture électronique en France
En France, la législation fiscale prévoit deux formats d'échange de données informatisé (EDI) pour dématérialiser une facture.
- D'une part, l'article 289 bis du Code général des impôts[6] autorise un EDI « classique », structuré. Ce format permet, grâce à des champs prédéfinis dans le document, un traitement automatisé.

Article 289 bis du Code général des impôts : « les factures transmises par voie électronique qui se présentent sous la forme d'un message structuré selon une norme convenue entre les parties, permettant une lecture par ordinateur et pouvant être traité automatiquement et de manière univoque, constituent des documents tenant lieu de factures d'origine ».
- D'autre part, l'article 289 V du Code général des impôts[7] permet de dématérialiser des factures dans des formats non structurés (word ou pdf), plus accessibles et moins coûteux.

Article 289 V du Code général des impôts : « les factures peuvent, sous réserve de l'acceptation du destinataire, être transmises par voie électronique dès lors que l'authenticité de leur origine et l'intégrité de leur contenu sont garanties au moyen d'une signature électronique. Les factures ainsi transmises tiennent lieu de facture d'origine pour l'application de l'article 286 et du présent article ».

#### Historique de la législation
Si la dématérialisation de factures connaît un boom en ce moment, c'est que la législation et les technologies de l'information et de la communication ont permis de créer un environnement favorable au déploiement de nouvelles solutions efficaces.
- 1991 : débuts de la dématérialisation en France sous réserve d'un agrément de la Direction générale des impôts: seuls les formats structurés de facture électronique sont produits
- 1998 : facilitation de la mise en œuvre par la suppression de l'agrément (article 289bis); des tiers apparaissent dans le processus au moyen de plateformes web
- 2001 : Directive européenne 2001/115/CE harmonisant les mentions légales; introduction de la signature électronique et du format non structuré de type PDF
- 2003 : Article 242 nonies A du CGI : les 14 mentions légales

Il faut tout de même prendre en compte que dans la plupart des pays, la législation n'est pas la même. Pour que la plate-forme de dématérialisation soit utilisable de manière internationale, il faut donc avoir recours à des cabinets spécialisés en fiscalité internationale.
- 2012: À partir du 1er janvier 2012, l'État français devra être en mesure de recevoir les factures électronique dans le but de généraliser la facture électronique. Cette démarche s'inscrit dans la lignée des projets européens déjà entrepris, et pourrait représenter des milliards d'euros d'économies. Cependant, pour être réellement efficace, il faudrait que la mesure s'étende aux collectivités locales (ce qui n'est pas le cas) qui représentent la plus grosse part de factures actuellement.

#### Mentions légales obligatoires
En France, une facture électronique doit présenter les mentions suivantes :
- le nom complet et l'adresse de l'assujetti et de son client ;
- le numéro individuel d'identification à la TVA attribué à l'assujetti et sous lequel il a effectué la livraison de biens ou la prestation de services ;
- les numéros d'identification à la TVA du vendeur et de l'acquéreur pour les livraisons intracommunautaires exonérées ;
- le numéro d'identification à la TVA du prestataire ainsi que celui fourni par le preneur pour les prestations pour lesquelles le preneur est redevable de la taxe ;
- lorsque le redevable de la taxe est le représentant fiscal d'une personne non établie dans l'Union européenne, le numéro individuel d'identification attribué à ce représentant fiscal, ainsi que son nom complet et son adresse ;
- sa date d'émission ;
- un numéro unique basé sur une séquence chronologique et continue ;
- pour chacun des biens livrés ou des services rendus, la quantité, la dénomination précise, le prix unitaire hors taxes et le taux de TVA légalement applicable ou, le cas échéant, le bénéfice d'une exonération ;
- tous rabais, remises, ristournes ou escomptes acquis et chiffrables lors de l'opération et directement liés à cette opération ;
- la date à laquelle est effectuée, ou achevée, la livraison de biens ou la prestation de services ou la date à laquelle est versé un acompte, dans la mesure où une telle date est déterminée et qu'elle est différente de la date d'émission de la facture ;
- le montant de la taxe à payer et, par taux d'imposition, le total hors taxe et la taxe correspondante mentionnés distinctement ;
- en cas d'exonération, la référence à la disposition pertinente du code général des impôts ou à la disposition correspondante de la directive 2006/112/ CE du Conseil du 28 novembre 2006 relative au système commun de taxe sur la valeur ajoutée ou à toute autre mention indiquant que l'opération bénéficie d'une mesure d'exonération ;
- lorsque l'acquéreur ou le preneur est redevable de la taxe, la mention : « Autoliquidation » ;
- lorsque l'acquéreur ou le preneur émet la facture au nom et pour le compte de l'assujetti, la mention : « Autofacturation » ;
- lorsque l'assujetti applique le régime particulier des agences de voyages, la mention « Régime particulier - Agences de voyages » ;
- en cas d'application du régime prévu pour les ventes de biens d'occasion, d'œuvres d'art, d'objets de collection ou d'antiquité, la mention « Régime particulier - Biens d'occasion », « Régime particulier - Objets d'art » ou « Régime particulier - Objets de collection et d'antiquité » selon l'opération considérée ;
- les caractéristiques du moyen de transport neuf, pour l'application de l'exonération de TVA qui concerne les livraisons intracommunautaires d'un moyen de transport neuf ;
- de manière distincte, le prix d'adjudication du bien, les impôts, droits, prélèvements et taxes ainsi que les frais accessoires demandés par l'organisateur à l'acheteur du bien, pour les livraisons aux enchères publiques de biens d'occasion, d'œuvres d'art, d'objets de collection ou d'antiquité effectuées par un organisateur de ventes aux enchères publiques agissant en son nom propre, soumises au régime de la marge bénéficiaire. Cette facture ne doit pas mentionner de taxe sur la valeur ajoutée.

## La dématérialisation des factures pour les différents acteurs

### Pour les entreprises
Les organisations de toutes tailles trouvent un avantage à dématérialiser leurs factures, même si les grandes entreprises du secteur privé affichent encore un taux d’adoption supérieur dans le domaine. Le processus permet en effet d'accélérer le règlement et le traitement des factures. Ainsi, que ce soit en émission ou en réception, la dématérialisation des factures avantage les services comptables (et facturation pour les plus grosses structures), car elle permet d'automatiser le processus, et de vérifier les données entrées de manière informatique, ce qui limite les erreurs, et empêche aussi les fraudes.
Progressivement, des projets de dématérialisation de la chaîne de documents allant de la gestion des demandes d’achat aux factures jusqu’à l’émission des avis de paiement se développent. Selon l'étude « Des demandes d’achat aux avis de paiement : Opportunités de la dématérialisation au-delà des factures fournisseurs » menée en 2011, on retrouve principalement à l’origine de tels projets la volonté de :
- réduire les coûts de traitement des documents et les échanges administratifs avec les fournisseurs
- automatiser les rapprochements commande facture et bon de commande, bon de livraison
- améliorer le contrôle interne,
- améliorer la qualité et la fiabilité des informations

À titre d'exemple, la société Gefco a pu diminuer ses coûts de facturation par deux; même si la dématérialisation complète des factures porte surtout ses fruits sur les grosses compagnies qui ont des milliers (voire des millions) de factures, il existe aussi des solutions alternatives développées par les spécialistes de la dématérialisation fiscale.

### Pour l'État
Lorsqu'il y a des contrôles dans les entreprises, la procédure peut prendre de longues heures étant donné qu'il faut vérifier l'exemplaire papier de l'acheteur, et l'exemplaire du fournisseur pour s'assurer qu'il n'y a pas de fraude commise. Non seulement c'est un travail fastidieux, mais qui prend du temps à l'entreprise et à l'État. Quand les entreprises ont adopté la dématérialisation des factures, ce contrôle ne demande pas plus de 20 minutes en moyenne, car l'inspecteur des impôts a juste à se connecter au portail de dématérialisation de la société pour vérifier électroniquement que les données inscrites dans les factures sont bien identiques et conformes.

#### Réception des factures
Depuis le 1er janvier 2012, la Loi de modernisation de l’économie dispose que les services de l'État doivent être en mesure de recevoir les factures électroniques. Un portail pour les fournisseurs a été mis en ligne : Chorus-Factures. Il permet de saisir une facture et de suivre son traitement, ie de la prise en charge de la facture jusqu'à sa mise en paiement. Les factures sont automatiquement transmises au système d'information Chorus (logiciel). Ceci représente tout d'abord une meilleure gestion des flux de factures pour l'État, mais aussi des économies de papier considérables.
Après les services de l’État, cette obligation de réception des factures a été étendue aux collectivités territoriales et aux établissements publics le 1er janvier 2017.

#### Émission des factures
L'ordonnance du 26 juin 2014 élargie à l'ensemble de la sphère publique (État, collectivités territoriales et organismes publics) le basculement progressif vers l'usage de la facturation électronique, ce qui représente 95 millions de factures annuelles en cible[réf. nécessaire].
Pour compléter le dispositif réglementaire relatif au développement de la facturation électronique, le décret du 2 novembre 2016 et l'arrêté du 9 décembre 2016 sont publiés.
Ainsi, l’obligation pour les fournisseurs de la sphère publique d’avoir à émettre les factures par voie électronique s’effectue selon le calendrier suivant :
- 1er janvier 2017 pour les grandes entreprises (plus de 5 000 salariés) et les personnes publiques
- 1er janvier 2018 pour les entreprises de taille intermédiaire (250 à 5 000 salariés)
- 1er janvier 2019 pour les PME (de 10 à 250 salariés)
- 1er janvier 2020 pour les micro-entreprises (moins de 10 salariés)

Mise en œuvre par l'Agence pour l'informatique financière de l'État, Chorus Pro est la solution technique mutualisée gratuite ayant remplacé Chorus-Factures, et dont elle s’est inspirée pour permettre aux fournisseurs le dépôt, la réception, la transmission et le suivi des factures électroniques. Les fournisseurs déjà inscrits sur la plateforme Chorus-Factures ont eu leur compte et données d'accès, repris dans la nouvelle solution (exemple : le raccordement en EDI d'un fournisseur a été automatiquement transféré sur la nouvelle solution).
Cette solution a été l’objet d’une large concertation menée par le Ministère des finances et des comptes publics auprès des organismes représentatifs des entreprises, des collectivités territoriales, des établissements publics nationaux et de leurs ministères de tutelle.
Les spécifications externes de la solution Chorus Pro, désormais publiées, permettent à l’ensemble des fournisseurs et des entités publiques de définir leur feuille de route et leurs modalités de mise en œuvre afin de se préparer aux échéances du basculement progressif vers l'usage de la facturation électronique.
Après appel à candidature courant 2015, la liste des 18 entités publiques pilotes a été annoncée fin octobre de cette même année. Les pilotes mettront en œuvre la solution Chorus Pro six mois avant l’échéance du 1er janvier 2017.
Fin juillet 2016, la solution Chorus Pro a été mise en production « anticipée » afin de vérifier son bon fonctionnement en réel de bout en bout.
Début août de cette même année et sans attendre le déploiement des pilotes prévu pour septembre, des premiers échanges de factures électroniques se sont correctement effectués via Chorus Pro entre plusieurs pilotes fournisseurs.
Le 20 septembre 2016, Chorus Pro a été ouvert aux entités publiques pilotes ainsi qu’à tous les services de l’Etat et à leurs fournisseurs.

#### Archivage des factures
Les factures fournisseurs produites en papier peuvent être archivées dématérialisées à condition de conserver la copie originale en papier. Les factures papier contenant de la TVA qui a été récupérée par l’entreprise devront pouvoir être présentées en original sur demande du contrôleur.
Afin de se conformer à l’obligation légale de conservation décennale des documents pendant la période de transition, il est tout à fait légal et recommandé d'archiver les pièces comptables dématérialisées ou papier, de manière unifiée.

### Pour les sociétés de dématérialisation
Ce nouveau secteur d'activité, la dématérialisation de factures permet à de nouvelles entreprises de se créer. En effet, pour l'instant il est encore trop coûteux pour une entreprise de se créer sa propre solution de dématérialisation de factures (ou bien celle-ci reste relativement sommaire). Une grande variété d'acteurs proposant des services ou des solutions logicielles se positionne face aux besoins croissants de ce nouveau secteur. En raison de la multiplicité des interlocuteurs et de l’existence préalable de chantiers de dématérialisation menés en silos on constate le recours à une multitude de solutions d’automatisation de tout ou partie de la chaîne « achat-facture-paiement.

### Pour le consommateur
Droit de refuser la dématérialisation
Le client peut refuser la facture dématérialisée, et demander une version papier. Dans le cas d'une émission régulière (notamment avec un établissement bancaire, un organisme mutualiste, ..), le mode de transmission peut être modifié à tout moment à la demande du consommateur.
Dans le cas d'un échange commercial entre une entreprise et un particulier, la facture par Internet peut se montrer source d'inconvénients. UFC-Que choisir considère que la dématérialisation de factures n'est d'aucune avantage financier pour le client. Pire, la facture dématérialisée risque de le rendre moins vigilant sur ses dépenses.
De plus, certains consommateurs se plaignent de se retrouver en facture électronique sans le vouloir et de ne pas pouvoir revenir à la facture papier. Officiellement, et pour la Direction de la consommation et des fraudes, « la délivrance de la facture sur support papier est gratuite » pour le consommateur. La facture sur Internet est plus difficile à consulter car un mot de passe est nécessaire, alors que l'information est disponible immédiatement sur une facture papier.
Ainsi, pour l'association française des utilisateurs de télécommunications (Afutt), la facturation est la première cause de litige.
Le coût d'impression de la facture est reporté sur le client. Au-delà de la durée de stockage de la facture par le fournisseur, le cout du stockage est à la charge du consommateur. De plus certaines sociétés comme Free contraignent leurs clients à « s'engager à (...) consulter tous les mois sa facture » sur internet.
Des solutions hybrides existent également dans l'Union Européenne pour permettre aux clients de recevoir leurs factures papier tout en payant électroniquement par exemple avec le QR code de l'EPC.

## Bénéfices attendus

### Pour l'économie
En utilisant les solutions de dématérialisation, les entreprises disposent d'un moyen de régler leur factures plus rapidement, et en limitant le risque que des fraudes soient commises. De ce fait, le marché ne s'en porte que mieux car les fournisseurs peuvent se faire régler plus facilement, et toutes les entreprises qui pratiquent la dématérialisation réalisent des économies.
On peut ainsi citer entre autres bénéfices :
- la réduction des délais de paiement (surtout dans le cadre de l’EDI aujourd’hui)
- la réduction des litiges par utilisation des envois sécurisés
- l’accélération du temps de traitement chez le client pour les factures (pas de transmission lente d’un service à l’autre)
- la simplification de la consultation, du classement et de l’archivage (le document est directement numérique et peut s’archiver dans une application documentaire, un coffre-fort électronique …)[19]

### Pour l'environnement
Faire disparaître les factures papier pour les remplacer par des factures électroniques s’inscrit dans le but du « zéro papier » et constitue donc un geste pour la préservation de l'environnement. La limitation de l'utilisation du papier permet de diminuer l'abattage d'arbres, et le système d'envoi électronique diminue les rejets de CO2 causés par un transport plus conventionnel. Cependant, la consommation d'électricité pour créer, envoyer et archiver ces factures électroniques est néfaste pour l'environnement. Il est donc difficile de donner un bilan clair sur l'impact environnemental de la dématérialisation des factures.